# Temporada 2008 de Fórmula 3 Británica

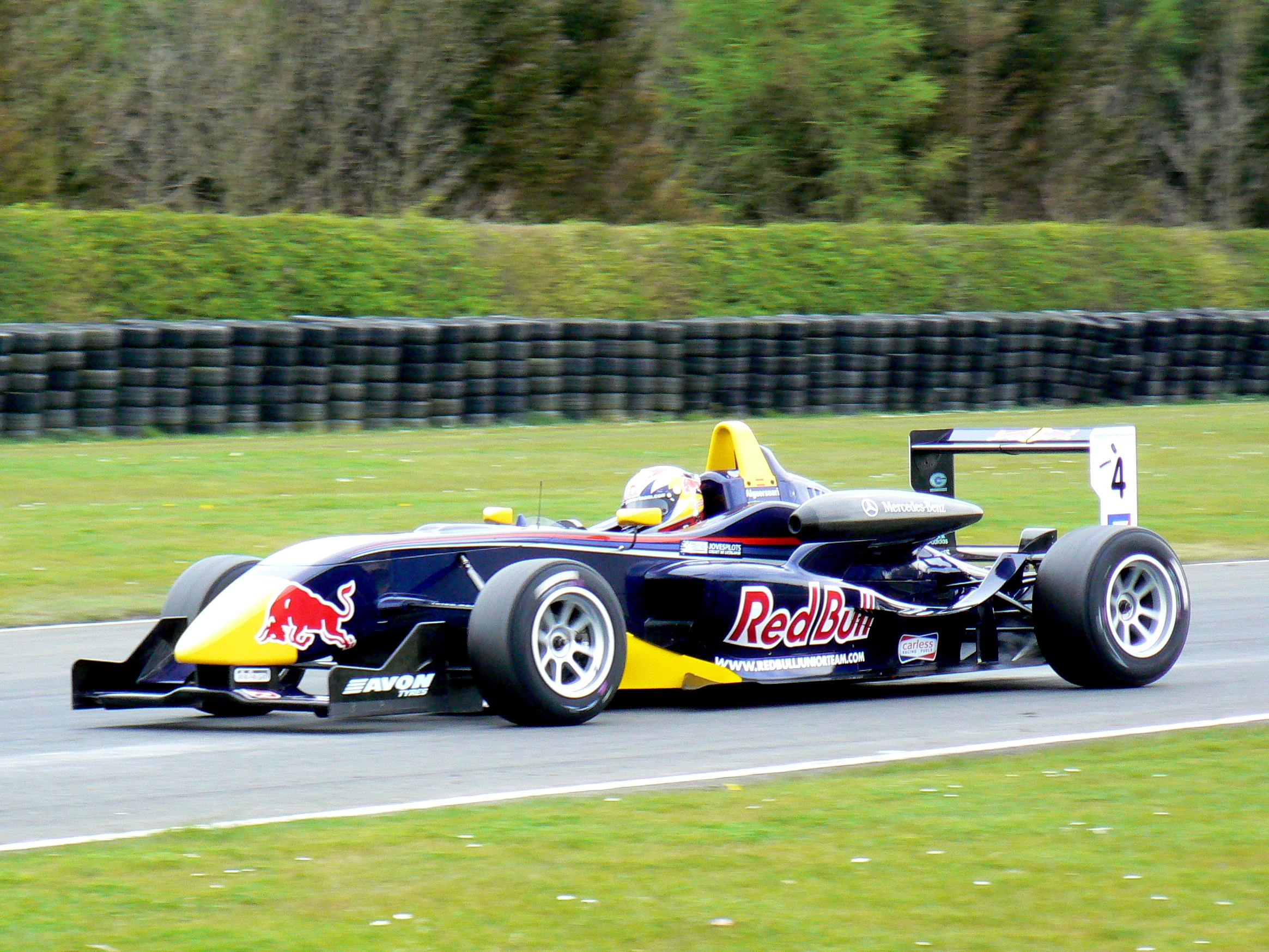
Jaime Alguersuari conduciendo en la ronda Croft del Campeonato Británico de Fórmula 3 de 2008.

La temporada 2008 de la Fórmula 3 Británica fue la 58.º edición de dicho campeonato. Comenzó el 24 de marzo en el Oulton Park y finalizó el 12 de octubre en el Donington Park.
El español Jaime Alguersuari fue el ganador del Campeonato de Pilotos, mientras Jay Bridger ganó la Clase Nacional.

## Escuderías y pilotos
| Escudería                  | Chasis              | Motor               | N.º                 | Piloto                | Rondas              |
| Clase de Campeonato        | Clase de Campeonato | Clase de Campeonato | Clase de Campeonato | Clase de Campeonato   | Clase de Campeonato |
| -------------------------- | ------------------- | ------------------- | ------------------- | --------------------- | ------------------- |
| Hitech Racing              | Dallara F308        | Mercedes HWA        | 1                   | Max Chilton           | Todas               |
| Hitech Racing              | Dallara F308        | Mercedes HWA        | 2                   | Walter Grubmüller     | Todas               |
| Carlin Motorsport          | Dallara F308        | Mercedes HWA        | 3                   | Brendon Hartley       | Todas               |
| Carlin Motorsport          | Dallara F308        | Mercedes HWA        | 4                   | Jaime Alguersuari     | Todas               |
| Carlin Motorsport          | Dallara F308        | Mercedes HWA        | 17                  | Oliver Turvey         | Todas               |
| Carlin Motorsport          | Dallara F308        | Mercedes HWA        | 18                  | Sam Abay              | Todas               |
| Nexa Racing                | Dallara F308        | Mugen-Honda         | 5                   | Viktor Jensen         | 2–7                 |
| Räikkönen Robertson Racing | Dallara F308        | Mercedes HWA        | 6                   | Henry Arundel         | Todas               |
| Räikkönen Robertson Racing | Dallara F308        | Mercedes HWA        | 24                  | John Martin           | Todas               |
| Räikkönen Robertson Racing | Dallara F308        | Mercedes HWA        | 25                  | Alistair Jackson      | 1–2                 |
| Räikkönen Robertson Racing | Dallara F308        | Mercedes HWA        | 25                  | Clemente de Faria Jr. | 9                   |
| Räikkönen Robertson Racing | Dallara F308        | Mercedes HWA        | 26                  | Atte Mustonen         | Todas               |
| Fortec Motorsport          | Dallara F308        | Mercedes HWA        | 7                   | Sebastian Hohenthal   | 1–8                 |
| Fortec Motorsport          | Dallara F308        | Mercedes HWA        | 7                   | Dean Smith            | 11                  |
| Fortec Motorsport          | Dallara F308        | Mercedes HWA        | 8                   | Marcus Ericsson       | Todas               |
| Fortec Motorsport          | Dallara F308        | Mercedes HWA        | 14                  | Philip Major          | Todas               |
| T-Sport                    | Dallara F308        | Mugen-Honda         | 9                   | Sergio Pérez          | Todas               |
| Ultimate Motorsport        | Mygale M-08F3       | Mercedes            | 11                  | Esteban Guerrieri     | 1–3, 10             |
| Ultimate Motorsport        | Mygale M-08F3       | Mercedes            | 11                  | Alistair Jackson      | 4–9                 |
| Ultimate Motorsport        | Mygale M-08F3       | Mercedes            | 12                  | Ricardo Teixeira      | 1–10                |
| Ultimate Motorsport        | Mygale M-08F3       | Mercedes            | 13                  | Michael Devaney       | 1–4                 |
| Ultimate Motorsport        | Mygale M-08F3       | Mercedes            | 16                  | Michael Devaney       | 5–10                |
| Eurotek Motorsport         | Dallara F308        | Mercedes HWA        | 15                  | Oliver Oakes          | 2, 8                |
| JTR with Marshall Westland | Mygale M-08F3       | Mercedes HWA        | 28                  | Nick Tandy            | 1–9, 11             |
| Clase Nacional             |                     |                     |                     |                       |                     |
| Carlin Motorsport          | Dallara F305        | Mugen-Honda         | 42                  | Henry Surtees         | 11                  |
| Carlin Motorsport          | Dallara F305        | Mugen-Honda         | 43                  | Adriano Buzaid        | 11                  |
| Carlin Motorsport          | Dallara F305        | Mugen-Honda         | 54                  | Kristján Einar        | 1–10                |
| Carlin Motorsport          | Dallara F305        | Mugen-Honda         | 56                  | Andrew Meyrick        | 1–6                 |
| Carlin Motorsport          | Dallara F305        | Mugen-Honda         | 56                  | Martin O'Connell      | 7                   |
| Fluid Motorsport           | Dallara F307        | Mugen-Honda         | 50                  | Jay Bridger           | Todas               |
| Fluid Motorsport           | Dallara F307        | Mugen-Honda         | 51                  | Stefan Wilson         | Todas               |
| C F Racing                 | Dallara F306        | Mugen-Honda         | 52                  | Hywel Lloyd           | Todas               |
| T-Sport                    | Dallara F306        | Mugen-Honda         | 53                  | Steven Guerrero       | Todas               |
| T-Sport                    | Dallara F306        | Mugen-Honda         | 57                  | Salman Al Khalifa     | 1–10                |
| T-Sport                    | Dallara F306        | Mugen-Honda         | 57                  | Callum MacLeod        | 11                  |
| Nexa Racing                | Dallara F306        | Mugen-Honda         | 55                  | Craig Reiff           | 1–4, 8–9            |
| Team Loctite               | Dallara F306        | Mugen-Honda         | 58                  | Niall Quinn           | 1–2, 4              |
| Team Loctite               | Dallara F306        | Mugen-Honda         | 59                  | Jordan Williams       | 5–7                 |
| Litespeed F3               | SLC R1              | Mugen-Honda         | 60                  | Callum MacLeod        | 5                   |
| Litespeed F3               | SLC R1              | Mugen-Honda         | 61                  | Jonathan Legris       | 7, 9, 11            |
| Pilotos invitados          |                     |                     |                     |                       |                     |
| Ombra Racing               | Dallara F308        | Mugen-Honda         | 71                  | Matteo Chinosi        | 3                   |
| Ombra Racing               | Dallara F308        | Mugen-Honda         | 72                  | Federico Leo          | 3                   |
| HBR Motorsport             | Dallara F308        | Mercedes HWA        | 73                  | Daniel Campos-Hull    | 8                   |
| HBR Motorsport             | Dallara F308        | Mercedes HWA        | 74                  | Basil Shaaban         | 8                   |
| Cesario Formula            | Dallara F308        | Mugen-Honda         | 84                  | Clemente de Faria Jr. | 11                  |
| Eurotek Motorsport         | Dallara F308        | Mercedes HWA        | 85                  | Oliver Oakes          | 9–11                |

## Calendario
El calendario consistió de las siguientes 22 rondas:
| Ronda | Circuito                      | Fecha         |
| ----- | ----------------------------- | ------------- |
| 1     | Oulton Park                   | 24 de marzo   |
| 2     | Oulton Park                   | 24 de marzo   |
| 3     | Circuito de Croft             | 27 de abril   |
| 4     | Circuito de Croft             | 27 de abril   |
| 5     | Autodromo Nazionale di Monza  | 17 de mayo    |
| 6     | Autodromo Nazionale di Monza  | 18 de mayo    |
| 7     | Rockingham Motor Speedway     | 26 de mayo    |
| 8     | Rockingham Motor Speedway     | 26 de mayo    |
| 9     | Circuito de Snetterton        | 8 de junio    |
| 10    | Circuito de Snetterton        | 8 de junio    |
| 11    | Circuito de Thruxton          | 29 de junio   |
| 12    | Circuito de Thruxton          | 29 de junio   |
| 13    | Brands Hatch                  | 13 de julio   |
| 14    | Brands Hatch                  | 13 de julio   |
| 15    | Circuito de Spa-Francorchamps | 1 de agosto   |
| 16    | Circuito de Spa-Francorchamps | 2 de agosto   |
| 17    | Circuito de Silverstone       | 16 de agosto  |
| 18    | Circuito de Silverstone       | 16 de agosto  |
| 19    | Bucharestring                 | 23 de agosto  |
| 20    | Bucharestring                 | 24 de agosto  |
| 21    | Donington Park                | 12 de octubre |
| 22    | Donington Park                | 12 de octubre |

## Resultados
| Ronda | Ronda                         | Pole Position     | Vuelta rápida     | Piloto ganador      | Escudería ganadora         | Ganador clase nacional |
| ----- | ----------------------------- | ----------------- | ----------------- | ------------------- | -------------------------- | ---------------------- |
| 1     | Oulton Park                   | Jaime Alguersuari | John Martin       | Oliver Turvey       | Carlin Motorsport          | Andrew Meyrick         |
| 2     | Oulton Park                   | Jaime Alguersuari | Jaime Alguersuari | Jaime Alguersuari   | Carlin Motorsport          | Andrew Meyrick         |
| 3     | Circuito de Croft             | Marcus Ericsson   | Max Chilton       | Sergio Pérez        | T-Sport                    | Andrew Meyrick         |
| 4     | Circuito de Croft             | Brendon Hartley   | Sergio Pérez      | Brendon Hartley     | Carlin Motorsport          | Andrew Meyrick         |
| 5     | Autodromo Nazionale di Monza  | Matteo Chinosi    | Esteban Guerrieri | Sergio Pérez        | T-Sport                    | Hywel Lloyd            |
| 6     | Autodromo Nazionale di Monza  | Max Chilton       | Esteban Guerrieri | Sergio Pérez        | T-Sport                    | Jay Bridger            |
| 7     | Rockingham Motor Speedway     | Max Chilton       | Jaime Alguersuari | Atte Mustonen       | Räikkönen Robertson Racing | Andrew Meyrick         |
| 8     | Rockingham Motor Speedway     | Jaime Alguersuari | Oliver Turvey     | Sebastian Hohenthal | Fortec Motorsport          | Andrew Meyrick         |
| 9     | Circuito de Snetterton        | Michael Devaney   | Marcus Ericsson   | Michael Devaney     | Ultimate Motorsport        | Jay Bridger            |
| 10    | Circuito de Snetterton        | Brendon Hartley   | Jaime Alguersuari | Michael Devaney     | Ultimate Motorsport        | Stefan Wilson          |
| 11    | Circuito de Thruxton          | Jaime Alguersuari | Marcus Ericsson   | Brendon Hartley     | Carlin Motorsport          | Andrew Meyrick         |
| 12    | Circuito de Thruxton          | Brendon Hartley   | Oliver Turvey     | Brendon Hartley     | Carlin Motorsport          | Steven Guerrero        |
| 13    | Brands Hatch                  | Jaime Alguersuari | Jaime Alguersuari | Jaime Alguersuari   | Carlin Motorsport          | Jay Bridger            |
| 14    | Brands Hatch                  | Marcus Ericsson   | Marcus Ericsson   | Sergio Pérez        | T-Sport                    | Steven Guerrero        |
| 15    | Circuito de Spa-Francorchamps | Oliver Turvey     | Brendon Hartley   | Oliver Turvey       | Carlin Motorsport          | Stefan Wilson          |
| 16    | Circuito de Spa-Francorchamps | Oliver Turvey     | Brendon Hartley   | Brendon Hartley     | Carlin Motorsport          | Jay Bridger            |
| 17    | Circuito de Silverstone       | Oliver Turvey     | Oliver Turvey     | Oliver Turvey       | Carlin Motorsport          | Stefan Wilson          |
| 18    | Circuito de Silverstone       | Brendon Hartley   | Oliver Turvey     | Oliver Turvey       | Carlin Motorsport          | Hywel Lloyd            |
| 19    | Bucharestring                 | Brendon Hartley   | Marcus Ericsson   | Brendon Hartley     | Carlin Motorsport          | Salman Al Khalifa      |
| 20    | Bucharestring                 | Oliver Turvey     | Brendon Hartley   | Jaime Alguersuari   | Carlin Motorsport          | Stefan Wilson          |
| 21    | Donington Park                | Jaime Alguersuari | Jaime Alguersuari | Jaime Alguersuari   | Carlin Motorsport          | Henry Surtees          |
| 22    | Donington Park                | Oliver Turvey     | Brendon Hartley   | Jaime Alguersuari   | Carlin Motorsport          | Jay Bridger            |

## Clasificaciones

### Clase de Campeonato
| Pos.                                   | Piloto                | OUL | OUL | CRO | CRO | MNZ | MNZ | ROC | ROC | SNE | SNE | THR | THR | BRH | BRH | SPA | SPA | SIL | SIL | BUC | BUC | DON | DON | Puntos |
| -------------------------------------- | --------------------- | --- | --- | --- | --- | --- | --- | --- | --- | --- | --- | --- | --- | --- | --- | --- | --- | --- | --- | --- | --- | --- | --- | ------ |
| 1                                      | Jaime Alguersuari     | Ret | 1   | 6   | 5   | 12  | 6   | 3   | 2   | 2   | 3   | Ret | 3   | 1   | 4   | 3   | 4   | 5   | 6   | 3   | 1   | 1   | 1   | 251    |
| 2                                      | Oliver Turvey         | 1   | 12  | 8   | 3   | 3   | 13  | 6   | 9   | 4   | 5   | 3   | 2   | 2   | 3   | 1   | Ret | 1   | 1   | 2   | 2   | 3   | Ret | 234    |
| 3                                      | Brendon Hartley       | Ret | 4   | Ret | 1   | 2   | Ret | 10  | 8   | 3   | Ret | 1   | 1   | 8   | Ret | 2   | 1   | 2   | 9   | 1   | 3   | 2   | Ret | 208    |
| 4                                      | Sergio Pérez          | 7   | 13  | 1   | 2   | 1   | 1   | 5   | 13  | Ret | 4   | 7   | 4   | 4   | 1   | 6   | 2   | 4   | 4   | Ret | Ret | Ret | 3   | 195    |
| 5                                      | Marcus Ericsson       | 6   | 2   | 5   | Ret | 7   | 7   | 2   | 10  | 6   | 8   | 2   | Ret | 5   | Ret | 7   | 5   | 3   | 2   | 11  | 12  | 8   | 7   | 141    |
| 6                                      | Atte Mustonen         | 3   | 7   | 4   | 4   | Ret | 3   | 1   | 4   | 8   | 6   | 6   | Ret | 3   | 2   | 10  | Ret | 10  | 5   | 7   | Ret | 7   | 18  | 138    |
| 7                                      | Sebastian Hohenthal   | 8   | 3   | 2   | 7   | Ret | Ret | 7   | 1   | 5   | 2   | 5   | 6   | Ret | 6   | Ret | 8   |     |     |     |     |     |     | 105    |
| 8                                      | Michael Devaney       | 4   | 8   | 16  | Ret | Ret | 10  | 12  | 5   | 1   | 1   | 9   | 5   | 10  | 9   | 8   | Ret | 11  | 8   | 10  | 5   |     |     | 91     |
| 9                                      | Nick Tandy            | NC  | Ret | Ret | 6   | Ret | 5   | 14  | 6   | 7   | 22  | 8   | Ret | 7   | 5   | 23  | 3   | 9   | 3   |     |     | 6   | 2   | 86     |
| 10                                     | Max Chilton           | 2   | 14  | 22  | 10  | Ret | 4   | 4   | 3   | 16  | 7   | 14  | 12  | Ret | 10  | 17  | 10  | 7   | 10  | 6   | 16  | 21  | 11  | 72     |
| 11                                     | Sam Abay              | 10  | 11  | 10  | Ret | 6   | 11  | 8   | 11  | 10  | 21  | 4   | 9   | 12  | 7   | 4   | 21  | 8   | Ret | 5   | 8   | 5   | 5   | 71     |
| 12                                     | Esteban Guerrieri     | 5   | 6   | 3   | Ret | 16  | 2   |     |     |     |     |     |     |     |     |     |     |     |     | 4   | 4   |     |     | 63     |
| 13                                     | John Martin           | 11  | Ret | 9   | 21  | 5   | 9   | 11  | 14  | 12  | 11  | 17  | 7   | 9   | 18  | 5   | Ret | 6   | 7   | 8   | Ret | 12  | 12  | 45     |
| 14                                     | Walter Grubmüller     | Ret | 5   | 14  | 11  | 4   | Ret | 9   | 12  | 9   | 9   | 11  | 11  | 6   | 8   | 9   | Ret | 13  | 11  | 9   | 6   | Ret | 20  | 44     |
| 15                                     | Henry Arundel         | 9   | 10  | 11  | Ret | Ret | DNS | 13  | Ret | Ret | Ret | 10  | 8   | 20  | 11  | 12  | 7   | 12  | 15  | Ret | 15  | 11  | 10  | 21     |
| 16                                     | Dean Smith            |     |     |     |     |     |     |     |     |     |     |     |     |     |     |     |     |     |     |     |     | 4   | 4   | 20     |
| 17                                     | Alistair Jackson      | 13  | 9   | 7   | 9   |     |     | Ret | Ret | 13  | 12  | Ret | 16  | Ret | Ret | 11  | 19  | 14  | Ret |     |     |     |     | 9      |
| 18                                     | Philip Major          | 16  | 22  | Ret | 20  | 9   | Ret | 20  | Ret | 19  | 14  | 16  | 10  | 11  | 13  | 20  | 9   | 16  | 12  | Ret | Ret | 20  | 17  | 8      |
| 19                                     | Oliver Oakes          |     |     | 12  | Ret |     |     |     |     |     |     |     |     |     |     | 13  | 11  | 22  | 14  | 14  | 7   | 13  | 6   | 1      |
| 20                                     | Viktor Jensen         |     |     | 17  | 15  | 13  | Ret | 21  | 18  | 20  | Ret | 22  | 17  | 19  | 16  |     |     |     |     |     |     |     |     | 1      |
| 21                                     | Ricardo Teixeira      | 14  | 17  | Ret | Ret | DSQ | 17  | 15  | 15  | Ret | 19  | Ret | Ret | 13  | Ret | Ret | 18  | Ret | 13  | Ret | Ret |     |     | 0      |
| 22                                     | Clemente de Faria Jr. |     |     |     |     |     |     |     |     |     |     |     |     |     |     |     |     | 20  | 18  |     |     | 16  | 19  | 0      |
| Pilotos no elegibles para sumar puntos |                       |     |     |     |     |     |     |     |     |     |     |     |     |     |     |     |     |     |     |     |     |     |     |        |
|                                        | Daniel Campos-Hull    |     |     |     |     |     |     |     |     |     |     |     |     |     |     | Ret | 6   |     |     |     |     |     |     | 0      |
|                                        | Matteo Chinosi        |     |     |     |     | 8   | 8   |     |     |     |     |     |     |     |     |     |     |     |     |     |     |     |     | 0      |
|                                        | Federico Leo          |     |     |     |     | 14  | Ret |     |     |     |     |     |     |     |     |     |     |     |     |     |     |     |     | 0      |
|                                        | Basil Shaaban         |     |     |     |     |     |     |     |     |     |     |     |     |     |     | Ret | 15  |     |     |     |     |     |     | 0      |
| Pos.                                   | Piloto                | OUL | OUL | CRO | CRO | MNZ | MNZ | ROC | ROC | SNE | SNE | THR | THR | BRH | BRH | SPA | SPA | SIL | SIL | BUC | BUC | DON | DON | Puntos |

| Color     | Resultado                                                               |
| --------- | ----------------------------------------------------------------------- |
| Oro       | Ganador                                                                 |
| Plata     | 2.ª plaza                                                               |
| Bronce    | 3.ª plaza                                                               |
| Verde     | Finalizó en los puntos                                                  |
| Azul      | Finalizó sin puntos                                                     |
| Azul      | NC - No clasificado                                                     |
| Violeta   | Ret - No terminó (Carrera)                                              |
| Rojo      | DNQ - No se clasificó                                                   |
| Negro     | DSQ - Descalificado                                                     |
| Blanco    | DNS - No empezó (carrera)                                               |
| Blanco    | WD - Retirado (fin de semana)                                           |
| Blanco    | C - Carrera cancelada                                                   |
| Sin color | DNP - Inscrito pero no participó                                        |
| Sin color | INJ - Lesionado                                                         |
| Sin color | EX - Excluido                                                           |
| Estado    | Resultado                                                               |
| Negrita   | Pole position                                                           |
| Cursiva   | Vuelta rápida                                                           |
| †         | Abandona, pero clasifica al completar el porcentaje requerido para ello |

### Clase Nacional
| Pos. | Piloto            | OUL | OUL | CRO | CRO | MNZ | MNZ | ROC | ROC | SNE | SNE | THR | THR | BRH | BRH | SPA | SPA | SIL | SIL | BUC | BUC | DON | DON | Puntos |
| ---- | ----------------- | --- | --- | --- | --- | --- | --- | --- | --- | --- | --- | --- | --- | --- | --- | --- | --- | --- | --- | --- | --- | --- | --- | ------ |
| 1    | Jay Bridger       | 15  | 19  | 15  | 14  | Ret | 12  | 19  | 16  | 11  | 13  | 13  | 14  | 14  | 15  | 16  | 12  | 17  | 17  | 15  | 11  | 10  | 8   | 322    |
| 2    | Steven Guerrero   | 20  | 25  | 18  | 16  | Ret | 16  | Ret | 17  | 15  | 16  | 15  | 13  | 16  | 12  | 18  | 13  | 19  | 20  | Ret | 14  | 17  | 13  | 211    |
| 3    | Hywel Lloyd       | 17  | 20  | Ret | 13  | 10  | 14  | 22  | 19  | NC  | 15  | 19  | Ret | 22  | 20  | 19  | 16  | 18  | 16  | 13  | 10  | 18  | 16  | 207    |
| 4    | Stefan Wilson     | 21  | 23  | 19  | 18  | 11  | Ret | 18  | 21  | 17  | 10  | 21  | Ret | 18  | 17  | 14  | 17  | 15  | Ret | Ret | 9   | 15  | 15  | 194    |
| 5    | Andrew Meyrick    | 12  | 15  | 13  | 8   | Ret | Ret | 16  | 7   | 14  | Ret | 12  | 15  |     |     |     |     |     |     |     |     |     |     | 174    |
| 6    | Salman Al Khalifa | Ret | 16  | 24  | 12  | Ret | Ret | 17  | Ret | 18  | 18  | 23  | Ret | 17  | 14  | 15  | 14  | 21  | 19  | 12  | 13  |     |     | 169    |
| 7    | Kristján Einar    | 19  | 21  | 20  | 17  | Ret | 15  | Ret | 20  | 21  | 17  | 18  | 18  | 24  | 22  | 21  | Ret | 24  | 23  | Ret | Ret |     |     | 101    |
| 8    | Craig Reiff       | 22  | 24  | 23  | 19  | 15  | Ret | 24  | Ret |     |     |     |     |     |     | 22  | 20  | 23  | 22  |     |     |     |     | 51     |
| 9    | Jonathan Legris   |     |     |     |     |     |     |     |     |     |     |     |     | 16  | 19  |     |     | Ret | 21  |     |     | 20  | 21  | 38     |
| 10   | Niall Quinn       | 18  | 18  | 21  | Ret |     |     | 23  | 22  |     |     |     |     |     |     |     |     |     |     |     |     |     |     | 38     |
| 11   | Henry Surtees     |     |     |     |     |     |     |     |     |     |     |     |     |     |     |     |     |     |     |     |     | 9   | 9   | 35     |
| 12   | Jordan Williams   |     |     |     |     |     |     |     |     | Ret | 20  | 20  | 19  | 23  | 21  |     |     |     |     |     |     |     |     | 25     |
| 13   | Adriano Buzaid    |     |     |     |     |     |     |     |     |     |     |     |     |     |     |     |     |     |     |     |     | 14  | 14  | 22     |
| 14   | Callum MacLeod    |     |     |     |     |     |     |     |     | 22  | Ret |     |     |     |     |     |     |     |     |     |     | 19  | Ret | 9      |
| 15   | Martin O'Connell  |     |     |     |     |     |     |     |     |     |     |     |     | 21  | Ret |     |     |     |     |     |     |     |     | 6      |
| Pos. | Piloto            | OUL | OUL | CRO | CRO | MNZ | MNZ | ROC | ROC | SNE | SNE | THR | THR | BRH | BRH | SPA | SPA | SIL | SIL | BUC | BUC | DON | DON | Puntos |

| Color     | Resultado                                                               |
| --------- | ----------------------------------------------------------------------- |
| Oro       | Ganador                                                                 |
| Plata     | 2.ª plaza                                                               |
| Bronce    | 3.ª plaza                                                               |
| Verde     | Finalizó en los puntos                                                  |
| Azul      | Finalizó sin puntos                                                     |
| Azul      | NC - No clasificado                                                     |
| Violeta   | Ret - No terminó (Carrera)                                              |
| Rojo      | DNQ - No se clasificó                                                   |
| Negro     | DSQ - Descalificado                                                     |
| Blanco    | DNS - No empezó (carrera)                                               |
| Blanco    | WD - Retirado (fin de semana)                                           |
| Blanco    | C - Carrera cancelada                                                   |
| Sin color | DNP - Inscrito pero no participó                                        |
| Sin color | INJ - Lesionado                                                         |
| Sin color | EX - Excluido                                                           |
| Estado    | Resultado                                                               |
| Negrita   | Pole position                                                           |
| Cursiva   | Vuelta rápida                                                           |
| †         | Abandona, pero clasifica al completar el porcentaje requerido para ello |